# مونتغمري (نيويورك)
مونتغمري (بالإنجليزية: Montgomery (town), New York) هي معلم جغرافي تقع في الولايات المتحدة في نيويورك (ولاية). يقدر عدد سكانها بـ 22,606 نسمة .

## أعلام
- جورج دبليو. هوف
- جون د. لوسون
- بي جاي جاكوبسن